# Карлос Шерман
Карлос Шерман (білор. Карлас Шэрман, 25 жовтня 1934 — 4 березня 2005) — народжений в Уругваї білоруський перекладач з іспанської, письменник, борець за права людини і почесний віце-президент білоруського ПЕН-клубу (міжнародної асоціації письменників, метою якої є захист письменницьких прав, боротьба за свободу слова і особистості). Шерман переклав іспанською твори кількох білоруських письменників і поетів (таких як Якуб Колас, Янка Купала, Ригор Бородулін, Василь Биков), на білоруською — твори Лорки, Неруди і багатьох інших, писав вірші іспанською.

## Життєпис
Шерман народився в Монтевідео, столиці Уругваю. Його батько був єврейським емігрантом із Західної Білорусії, а мати була індіанкою. Виріс в Аргентині, вивчав філологію в Національному інституті імені М. Морена в Буенос-Айресі з 1951 по 1956 і там само почав свою кар'єру письменника. Товаришував з поетом Пабло Нерудою. Працював у видавництві «Лосада» (1954–1956), в 1955 став головним редактором газети «Mi Pueblo».
У 1956 під впливом совєцької пропаганди його батько вирішив повернутися до Білорусі всією родиною. Там Шерман спочатку працював токарем на сірниковій фабриці, старшим продавцем книгарні в Пінську Брестської області (1956–1962), позаштатним перекладачем, а потім в якості перекладача і бібліотекаря (з 1964 бібліограф, з 1977 завідувач редакційно-видавничим сектором Фундаментальної бібліотеки імені Якуба Коласа Національної академії наук Білорусі). З 1980 присвятив себе літературній діяльності.
В кінці 1980-х Шерман почав кампанію зі створення Білоруського центру міжнародної письменницької правозахисної організації ПЕН, і після створення Білоруського ПЕН-центру був його віце-президентом до 2001, коли був змушений піти у відставку через проблеми зі здоров'ям.
Шерман помер в лікарні Норвегії на 71 році життя. Відспівування і прощання з ним відбулося 10 березня 2005 в католицькому соборі норвезького містечка Крістіансанн, де сім'я жила останні роки. Після цього тіло було піддане кремації, а прах Карлоса Шермана перевезений до Білорусі.

## Творчість
В Аргентині Шерман публікувався з 1952, в російській періодиці Білорусі — з 1964, на білоруською мовою — з 1975. З іспанської переклав білоруською твори різних авторів, серед яких були Ніколас Гільєн, Габрієль Гарсія Маркес, Фелікс Піт Родрігес, Армандо Техадо Гомес, Габріела Містраль, антологія сучасної кубинської поезії.
У його перекладі з білоруської іспанською вийшли збірки віршів і прози більше 10-х авторів, в тому числі:
- вибрані твори Янки Купали і Якуба Коласа «Папараць-кветка» (1982)
- твори Аркадія Кулєшова «Мая Бесядзь» (1976)
- Ригора Бородуліна «Чорны вол маёй трывогі» (1985)
- роман Івана Чигринова «Плач перепёлки» (1988)
- повісті Василя Бикова «Дажыць да світання» (1980), «Абеліск» (1984), « В тумане» (1989) та інші.

Твори Карлоса Шермана:
- поема «Дождь в Королищевичах» (переклад з іспанської Р. Бородуліна, 1984)
- збірка віршів «Сни» (переклад з іспанської Р. Бородуліна і В. Сьомухи, 1989)
- збірнка літературно-критичних есе «Тайны почерка» (1995)
- поема «Направления света» (іспанською та в перекладах Віри Річ англійською, Р. Бородуліна білоруською, 2000)

Шерман був членом Спілки білоруських письменників (з 1979) і членом Міжнародної асоціації літературних критиків.

## Пам'ять

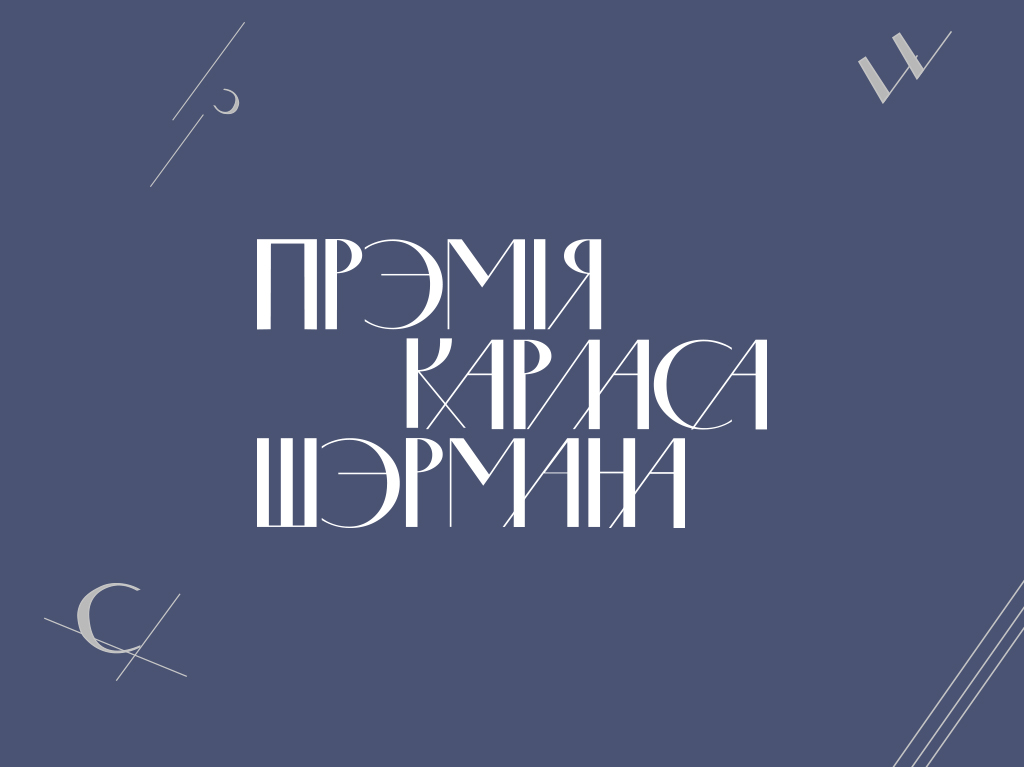
Логотип Премії імені Карлоса Шермана

У 2016 році на честь Карлоса Шермана була названа премія імені Карлоса Шермана за переклад іноземних творів білоруською мовою.